# شماره‌گذاری صفحه

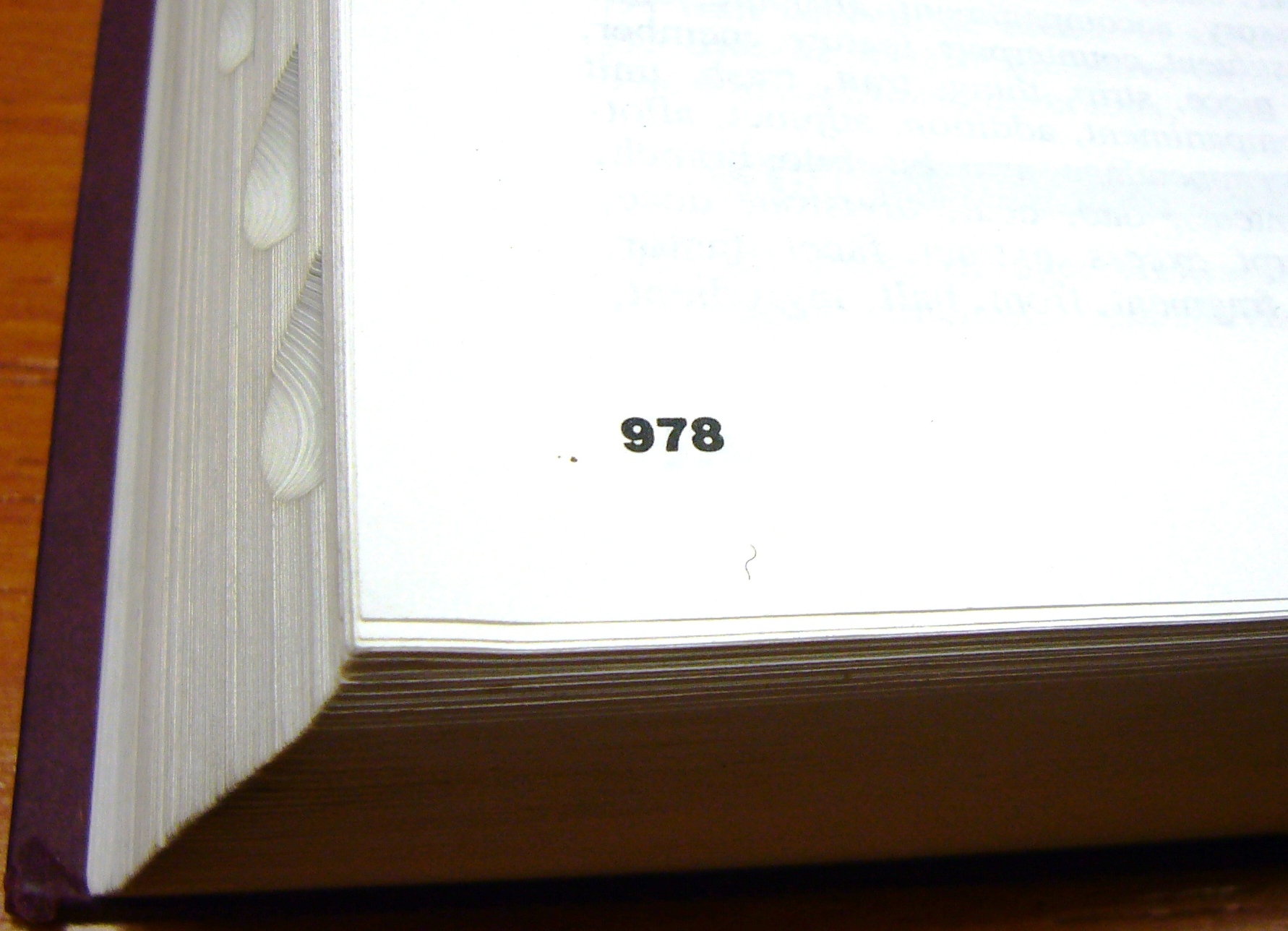
شماره صفحه

شماره‌گذاری صفحه (انگلیسی: Page numbering) فرایند استفاده از یک سری توالی اعداد در صفحات کتاب یا اسناد نوشتاری دیگر می‌باشد که ممکن است در مکان‌های مختلفی از صفحه قرار گیرد. شیوهٔ فولیو نیز ارتباط بسیار نزدیکی با این موضوع دارد.